# ك. د. كانون
ك. د. كانون (بالإنجليزية: K. D. Cannon) هو لاعب كرة قدم أمريكية أمريكي، ولد في 5 نوفمبر 1995 في ماونت بليزانت في الولايات المتحدة.